# Zangarona
Zangarona é uma frazione do comune de Lamezia Terme, província de Catanzaro, Itália.